# The Oncologist
The Oncologist è una rivista medica di oncologia ed ematologia, ad accesso aperto e sottoposta a revisione paritaria. È  pubblicata mensilmente dalla Oxford University Press.

## Indicizzazione
Gli abstract e gli articoli della rivista sono indicizzati da: Index Medicus/MEDLINE, EMBASE/Excerpta Medica, Chemical Abstracts, Biology Digest, Cumulative Index to Nursing e Allied Health Literature, sia nell'edizione a stampa che online.
Al 2024 ha ricevuto un fattore di impatto a 5 anni pari a 5.3, posizionandosi nel primo quartile della categoria oncologica. Al 2025 l'indice H è stato pari a 199.

## Articoli notevoli
Esempi derivati da it.wikipedia
- Los M, Roodhart JM, Voest EE, Target practice: lessons from phase III trials with bevacizumab and vatalanib in the treatment of advanced colorectal cancer, in The Oncologist, vol. 12, n. 4, aprile 2007,  pp. 443-50, DOI:10.1634/theoncologist.12-4-443, PMID 17470687. (Bevacizumab)
- (EN) Lubomir Sokol e Thomas P. Loughran, Large Granular Lymphocyte Leukemia, in The Oncologist, vol. 11, n. 3, 1º marzo 2006,  pp. 263-273, DOI:10.1634/theoncologist.11-3-263. URL consultato il 30 gennaio 2018 (archiviato dall'url originale il 27 dicembre 2016). (Leucemia linfocitica granulare a grandi cellule)
- Judith A. Ferry, et al., Burkitt’s Lymphoma: Clinicopathologic Features and Differential Diagnosis, in The Oncologist, vol. 11, n. 4, aprile 2006,  pp. 375-383. URL consultato il 10 aprile 2025 (archiviato dall'url originale il 24 dicembre 2019). (Linfoma di Burkitt)
- Buttigliero C, Monagheddu C, Petroni P, Saini A, Dogliotti L, Ciccone G, Berruti A, Prognostic role of vitamin d status and efficacy of vitamin D supplementation in cancer patients: a systematic review, in The Oncologist, vol. 16, n. 9, 2011,  pp. 1215-27, DOI:10.1634/theoncologist.2011-0098, PMC 3228169, PMID 21835895. (Vitamina D)